# 박제승 (1890년)
박제승(朴齊昇, 일본식 이름: 松山齊昇마쓰야마 세이쇼, 1890년 12월 24일 ~ ?)은 일제강점기의 관료이다. 본관은 반남이다.

## 생애
한일 병합 조약 체결 전인 1908년에 충청남도 공주군의 공주재무감독국에 근무하면서 대한제국 말기에 관계에 들어섰다. 1910년 한일 병합 조약이 체결되던 시점에는 천안재무서를 거쳐서 보령군 남포항의 남포재무서에서 근무 중이었다.
한일 병합으로 조선총독부 체제가 출범하자 공바로 조선총독부 군서기로 임명되었다. 보령군과 천안군에서 근무했으며, 천안군 군서기로 재직하던 1915년에 일본 정부로부터 다이쇼대례기념장을 받은 바 있다. 1919년부터는 경성부로 이동하여 재직하였고, 1927년에 훈8등 서보장을 받고 종7위에도 서위되었다.
1930년에 경기도 포천군 서무계주임으로 승진하였다가, 이듬해 고등관 7등의 총독부 군수로 발탁되어 경기도 광주군 군수가 되었다. 광주군수로 재직하면서 1932년 훈7등 서보장, 1934년 훈6등 서보장을 수여받았고, 1935년에는 총독부가 시정 25주년을 기념해 표창한 표창자 명단에도 들어 있다.
이후 강화군 군수로 발령받아 근무했다. 강화군수이던 1939년을 기준으로 종6위 훈6등에 서위되어 있었다.
2008년 발표된 민족문제연구소의 친일인명사전 수록예정자 명단 중 관료 부문, 2009년 친일반민족행위진상규명위원회가 발표한 친일반민족행위 705인 명단에 포함되었다.

## 참고자료
- 박제승(朴齊昇) - 국사편찬위원회